# Helga Pirogova
Helga Vadimovna Pirogova, ou Khelga Pirogova (en russe : Хельга Вадимовна Пирогова), née le 17 octobre 1988 à Novossibirsk (RSFS de Russie, URSS), est une militante et femme politique russe, faisant partie de l'opposition à Vladimir Poutine. Membre de l'équipe d'Alexeï Navalny, elle est active au niveau local à Novossibirsk. Elle est obligée de fuir la Russie en 2022 après avoir pris position en faveur de l'Ukraine après le début de l'invasion russe.

## Biographie

### Jeunesse et premiers engagements
Helga Vadimovna Pirogova naît en 1988 à Novossibirsk, alors en RSFS de Russie. Sa mère est ingénieure dans un bureau d'études de l'industrie militaire, avant de se reconvertir dans une entreprise privée à la dislocation de l'URSS. Son père est ouvrier d'usine. Helga Pirogova fait partie d'« une famille ordinaire » de la Russie soviétique. Elle étudie et sort diplômée de l'université locale, avant de commencer à travailler à la mairie de Novossibirsk dans les années 2000. 
La société russe est alors très peu politisée, ce que critiquent les militants d'opposition qui alertent déjà contre les premières dynamiques de réduction des libertés par le régime de Vladimir Poutine. Helga Pirogova côtoie des électeurs prêts à voter pour l'opposition, mais pas à s'engager personnellement en politique. À partir de 2011, le sentiment change : les fraudes lors des élections législatives de 2011 et les manifestations qui font suite politisent une partie des Russes, chose inédite depuis la chute de l'URSS. Après l'annexion de la Crimée par la Russie en mars 2014, Helga Priogova démissionne de son poste à la mairie et devient employée d'une agence de marketing. Elle se tourne ensuite vers le militantisme local dans différentes ONG.

### Membre du mouvement d'Alexeï Navalny
Helga Pirogova rejoint le mouvement du militant d'opposition Alexeï Navalny en 2019, lorsqu'un de ses partisans brigue la mairie de Novossibirsk. Militante durant sa campagne, elle est aussi liée à la Fondation anticorruption (FBK). Lorsque les autorités russes répriment la FBK, elle est convoquée comme témoin.
Elle est candidate l'année suivante, en 2020, pour devenir conseillère municipale de Novossibirsk. La campagne se déroule en même temps que la répression brutale des manifestations au Belarus par le régime d'Alexandre Loukachenko. Navalny, venu soutenir la liste « Novossibirsk-2020 », est victime le lendemain, le 20 août 2020, d'un empoisonnement. Malgré cela, la liste réalise un bon score aux élections, notamment grâce à la stratégie du « vote intelligent » et au soutien d'Alexeï Navalny. 
Helga Pirogova fait partie d'un groupe de quatre conseillers d'opposition. Elle est membre des commissions sur l'autonomie locale, la politique sociale et l'éducation. La politique au sein du conseil municipal reste très masculine et dominée par les intérêts immobiliers des élites locales.

### Soutien à l'Ukraine et poursuites
Lorsque éclate l'invasion russe de l'Ukraine, Helga Pirogova vient de renter de vacances à l'étranger. Elle fait le choix de rester en Russie et affiche son soutien à l'Ukraine. Le 16 mars 2022, en plein siège de Marioupol, elle se rend à une réunion du conseil municipal en portant une chemise ornée d'une vychyvanka — motif de broderie traditionnelle ukrainienne — bleue et jaune, avec une couronne de fleurs de tournesol aux couleurs de l'Ukraine. Elle soutient ouvertement l'Ukraine pendant plusieurs mois mais ses prises de position suscitent de plus en plus de critiques à mesure que la répression se durcit. 
En juin 2022, elle publie un tweet à l'« humour grinçant » au sujet des funérailles de volontaires russes morts en Ukraine. À la suite de cette publication, qui devient virale en Russie et qu'elle supprime par la suite, elle est arrêtée et visée par des poursuites pénales de la part du Comité d'enquête de la fédération de Russie d'Aleksandr Bastrykine. Elle est accusée de « répandre de la « désinformation » sur l'armée russe », une infraction passible de 5 ans de prison à partir de mars 2022,,. 

### Réfugiée à l'étranger
Helga Pirogova est avertie lors d'un interrogatoire par un enquêteur, qui la pousse à choisir entre la fuite et la prison. Refusant de courir le risque de donner naissance à l'enfant qu'elle attend en détention, la militante décide de fuir la Russie. Elle passe la frontière pour rejoindre la Géorgie, le 22 juillet 2022, le jour de l'ouverture de l'enquête contre elle par le Comité d'investigation. 
Elle ne s'arrête pas en Géorgie mais décide de s'installer à Vilnius en Lituanie, qui accueille déjà de nombreux Russes et Bélarusses réfugiés à l'étranger. Avec l'aide de la Fondation anticorruption (FBK) d'Alexeï Navalny, elle poursuit ses activités politiques, exerçant ses fonctions de conseillère municipale à distance, en coordination avec son équipe restée en Russie. Elle participe, en tant que présentatrice, à l'animation de la chaîne YouTube anti-guerre « La Politique populaire », gérée par la FBK. 
En août 2022, Helga Pirogova est inscrite sur la liste des personnes recherchées et son logement, ainsi que ceux de plusieurs de ses proches, sont perquisitionnés en son absence. Son avocat n'est pas autorisé non plus à être présent. Son mandat de conseillère municipale est révoqué en juin 2023 par le conseil municipal de Novossibirsk, conformément à une loi passée par la Douma d'État ; elle conteste cette décision devant la justice, sans succès. Le 15 décembre 2023, elle est placée sur la liste des agents étrangers. Les poursuites pénales la visant sont toujours en cours en 2024 et son avocat a lui aussi été obligé de quitter la Russie. 

## Vie privée
Elle donne naissance à une fille, appelée Agnieschka, en 2022, qui est scolarisée dans une école russophone de Lituanie. Le 31 janvier 2025, elle annonce être atteinte d'un cancer de stade 4.